# Dragony Tímea
Dragony Tímea Ildikó (Nyíregyháza, 1976 –) Erkel Ferenc-díjas, Bartók Béla–Pásztory Ditta- és Artisjus-díjas zeneszerző, zenepedagógus.
Nagylélegzetű művei, kamarazenei darabjai gyakran hallhatóak a koncertpódiumokon. Kompozícióit a zenésztársadalom széles körben játssza. A koncertélet aktív résztvevőjeként 1995 óta kerülnek megrendezésre rendszeresen önálló szerzői estjei. Számos díjat nyert hazai és nemzetközi zeneszerzőversenyen.

## Életútja
Zenei tanulmányait Nyíregyházán kezdte a Szabó Dénes Liszt-díjas karnagy által vezetett Cantemus kóruscsalád tagjaként. Zenei neveltetése ott kezdődött. Később Nyíregyházán a Művészeti Szakközépiskolában szolfézs és zongora szakon, majd két évnyi átfedéssel, a négyéves képzés utolsó két évében Debrecenben a Kodály Zoltán Zeneművészeti Szakközépiskolában is tanult zeneszerzés szakon. Tanára Keuler Jenő zeneszerző, akkori igazgató volt. Ezt követően 1997-ben nyert felvételt a Liszt Ferenc Zeneművészeti Egyetemre, ahol 2002-ben szerezte meg diplomáját zeneszerzés szakon. Zeneszerzés tanulmányai során Orbán György zeneszerző volt a tanára.
Zeneakadémia évei alatt köztársasági ösztöndíjat nyert. Külföldi ösztöndíjasa volt 2000-ben a Spanyol Kulturális Minisztériumnak. Diploma megszerzése után három alkalommal 2002, 2003 és 2004-ben részesült Kodály Zoltán Alkotói ösztöndíjban. 2021-2024-ig elnyert a Magyar Művészeti Akadémia hároméves alkotói ösztöndíját. Zeneszerzői pályáját két éven át a franciaországi Academie Musicale de Villecroze támogatta. Ennek a támogatásnak köszönhetően több szerzői koncertet tudott megrendezni ezzel fellépési lehetőséghez juttatva kiváló fiatal előadóművészeket is a neves szólisták mellett.
1995 óta vidéken és Budapesten számos alkalommal kerül megrendezésre önálló szerzői estje. A Szabó Ervin Könyvtár Zenei Gyűjtemény Ötpacsirta Szalonjában, a Vakok Intézetének Nádor termében, a Duna Palota Széchenyi termében, az Óbudai Társaskörben, Benczúr Házban. A zeneakadémiai tanulmányok után külföldön is bemutatkozott már szerzői koncerttel a Mendelssohn Bartholdy Zeneakadémián Lipcsében és Amszterdamban az Őszi fesztiválon. A hazai komolyzenei fesztiválokon mindig elhangoznak kompozíciói. Állandó fellépő művésze a CAFE Budapest rendezvényeinek, a Minifesztiválnak, a Tavaszi fesztivál koncertjeinek.
Legfontosabb célkitűzése a magyar kortárs zene értékeinek bemutatása, minél szélesebb körű megismertetése a hallgatóság számára. Kiváló zenésztársak, neves szólisták és együttesek zenekarok, kórusok interpretálják műveit. Zenei munkássága folyamán egyike azon szerzőknek akik aktív előadóként is gyakran hallható. Az előadóművészekkel való folyamatos kamarazenélés pályájának nagyon fontos része.

## Díjai, szakmai elismerései
- 2025: Erkel Ferenc-díj[5]
- 2023: Bartók Béla–Pásztory Ditta-díj[6][7]
- 2022: 8. Vienna International Composer Competition 3.díj és zenekari kategória díj (ONYX c.szimfonikus költeményére)[6]
- 2022: Artisjus -díj, az Év Komolyzenei Műve díj (To a Skylark c.művére)
- 2021: North American Virtuoso International Music Competition, aranyérem (Crann Bethadh c. szimfonikus költeményére)[8]
- 2020: MÜPA Zeneműpályázat ’Szimfonikus zenekari kategória’ díjazott zenekari műve ('Bifrost ' a Híd' c. szimfonikus költeményére)[9]
- 2018: Arany János Emlékév Zeneszerzőversenye 2.díj (kategória: zenekari dal)[10][11]
- 2014: Az Erkel Színház és Góbi Társulat zeneszerzői pályázata, győztes pályázat (balettzene)
- 2011: Vántus István Zeneszerzőverseny döntőse
- 2009: Cserhát Művész Kör Arany Diploma és Magyar Kultúra Nagy díja zenei munkásságáért
- 2008: IKZE Fesztivál Ligeti-díj – zsűri díj
- 2002: Köztársasági ösztöndíj
- 2001: Kincses Alapítvány zeneszerzés versenye, Zeneakadémia 2. díj
- 2000: Kincses Alapítvány zeneszerzés versenye, Zeneakadémia 1. díj
- 1999: Kodály Intézet zeneszerzés versenye, Kecskemét 3. díj
- 1998: Országos Petőfi „Quodlibet” Zeneművészeti Pályázat oratorikus kategória 1. díj

## Ösztöndíjai
- 2021-2024: Magyar Művészeti Akadémia alkotói ösztöndíj
- 2003, 2004, 2005: Kodály Zoltán Alkotói Ösztöndíj[12]
- 2003, 2004: Academie Musicale de Villecroze zeneszerzői ösztöndíjasa,támogatott szerző
- 2002: Magyar Állam köztársasági ösztöndíja
- 2000: Spanyol Kulturális Minisztérium kulturális ösztöndíjasa.

## Tanulmányai
Dragony Tímea Nyíregyházán kezdte tanulmányait a Kodály Zoltán Ének-zene Tagozatos Általános Iskolában 1983-ban. Tagja lett a Szabó Dénes Liszt-díjas karnagy által vezetett Cantemus kórusnak. A kórussal számos turnén és versenyen vett részt a világ minden táján. Amerikában, Koreában, Japánban és Európában egyaránt.1985-ben az Állami Zeneiskolába felvételt nyert zongora szakra. Tanulmányainak harmadik évében szolfézsból is B tagozaton folytatta tanulmányait 1991-ig. Ezt követően a nyíregyházi Zeneművészeti Szakközépiskolában tanult zongora és szolfézs szakon. E mellett a négyéves képzés második felében kezdte el zeneszerzés tanulmányait Debrecenben a Kodály Zoltán Zeneművészeti Szakközépiskolában. Tanára az intézmény igazgatója Keuler Jenő zeneszerző volt. Érettségi után Debrecenben töltött el még két évet a Liszt Ferenc Zeneművészeti Egyetem Debreceni Konzervatóriumának egyetemi tagozatán szolfézs-zeneelmélet-karvezetés szakon. 1997-ben kezdte meg tanulmányait Budapesten a Liszt Ferenc Zeneművészeti Egyetem zeneszerzés szakán Orbán György zeneszerző osztályában. 2002-ben szerezte meg zeneszerzői diplomáját Summa cum laude minősítéssel.

## Külföldi és hazai mesterkurzusok
Zeneakadémiai tanulmányai alatt különböző zeneszerzés kurzusokon vett részt, ahol zeneszerzői gondolkodásmódját tágította, bővítette zenei nyelvezetét különféle komponálási technikák megismerésével.Neves szerzőket ismerhetett meg.Ezen szerzőkkel való együtt munkájuk alatt is már születtek kompozíciói.
- 2002: Noel Lee zeneszerzés kurzusa, Franciaország, Villecroze
- 2002: Michael Jarrell és Johannes Kretz zeneszerzés kurzusa, Szombathely
- 2001: Eötvös Péter zeneszerzés kurzusa, Franciaország, Avignon
- 2000: C. Hallfter és M. Trojan nemzetközi zeneszerzés kurzusa, Spanyolország, Málaga
- 1999: C. Hallfter és Tomas Marco zeneszerzés kurzusa, Spanyolország, Madrid

## Művei
Színes zeneszerzői palettáján a szóló művektől a nagyzenekari kompozíciókig, balettzenén át a versenyművekig, kamarazenekari darabokon át vokális művek is megtalálhatóak. Számos kamaraművet komponált már szólóhangszer–zongora kombinációtól a különféle hangszeres összeállításokig. Számos vokális és hangszeres művet komponált. Az alábbiakban részletezve látható művei listája.

#### Szimfonikus zenekari művek
- Crann Bethadh (2017)[13][14]
- A Legenda (2018)
- Szimfonia ’OBRETAM’ (2019)[15]
- ONYX (2020)
- BIFROST ’a Híd’ (2021)[16]
- Splendour (2023)

Versenyművek
- Hegedűverseny (2002)
- Tubaverseny (2016)

Balettzene
- Gyöngyhalászok  (szimfonikus zenekarra, elektronikára, énekhangra, gordonkára, fuvolára és klarinétra) (2014)

Kantáták, vokál-szimfonikus művek 
- Estharangok (Dsida Jenő verseire női karra és vonószenekarra) (2017)
- Petőfi kantáta (szoprán hangra, női karra és szimfonikus zenekarra) (1998)
- Csillagsugár (vegyes karra és szimfonikus zenekarra) (2023)

Zenekari dal
- Négy zenekari dal Shakespeare szonettjeire (2002)

#### Vonószenekari dalciklus
- Virradás Arany János verseire mezzoszoprán hangra és vonószenekarra (2018)

#### Vonószenekari művek
- Gwethyr (2018) Liszt Ferenc Kamarazenekar felkérésére készült
- Eloquent (2015) Budapesti Vonósok felkérésére készült

#### Kórusművek
vegyes karra:
- Holdvilág,Tavaszi ujjongás (2014)

női karra:
- Spring (2018)
- Sonnet CIX (2019)[17]
- Az Élet szonettje (női karra és zongorára Juhász Gyula verseire) (2019)
- To a Skylark (női karra, hegedűre és zongorára P. B. Shelley versére) (2021)[18]

#### Dalciklus
- Lángrózsa (énekhangra, zongorára és vonósnégyesre Fellegi Melinda verseire) (2019)

Pedagógia mű
- ’KALEIR’ A természet Birodalma (2020) 1. kötet zongora kotta.

Jelenleg[mikor?] kiadás alatt áll az Editio Musica Budapest zeneműkiadónál. A kötet 17 szólóművet és 3 négykezest tartalmaz 7-16 éves gyerekek számára eltérő nehézségi szinten.

#### Szólóművek
- Capriccio (fuvolára) (2003)
- Tűztánc (klarinétra) (2008)

#### Kamaradarab
Több mint 35 mű különféle összeállításban klarinétra, fuvolára, csellóra, hegedűre, trombitára, harsonára zongorakísérettel. Több művéről is elismerő gondolatokat osztottak meg zenekritikusok. A Kőfantáziák c., gordonkára és zongorára írt művét Németh G. István kritikus a következőt írta:
„ A drágakövek neveit címként viselő, absztrakt programdarabok harmóniailag különösen érzékeny szerzőt mutatnak, akinek szimmetrikus szerkezetű hangzatai kőkemény disszonanciáikkal együtt méltán tarthatnak igényt a hallgatóság elismerésére.” (Németh G. István kritikus a Kőfantáziák c. művéről)
Egy másik darabját, a Tündérmenet c. vegyes kari művét méltatta Eisenbacher Zoltán. A mű ősbemutatója 2011-ben volt a Magyar Rádió Énekkarának az előadásában, Somos Csaba Liszt-díjas karnagy vezényletével a Müpa Fesztiválszínházában.
„A Tündérmenet varázsos hangulatú mesevilágát Dragony Tímea nagy szakmai biztonsággal építi föl. Gyönyörű, gomolygó harmóniák teljesednek ki az énekkarból kiváló két szólista szépen vezetett dallamáig, majd süllyednek vissza a kórus képviselte éjbe.” (Eisenbacher Zoltán a Tündérmenet c. vegyes kari művéről)
hegedűre és zongorára:
- Rhiannon (2016)
- Rapszódia ’TEMDRA’ (2017)
- Karneol (2019)
- Amalthea (2021)

gordonkára és zongorára:
- Kőfantáziák (2003)
- Egy szomorú dal (2006)
- Gyöngyfantázia (2014) (kiemelt kompozíció a Gyöngyhalászok balettzenéjéből gordonka–zongorás verzióként)

klarinétra és zongorára:
- Waves in 60 seconds (2005)
- Lángkút (2008)
- Bűvölet (2011)
- Látókövek (2014)
- Dagda (2017)

trombitára és zongorára:
- Szonáta (1997)
- Az üveghegy szava (2002)
- Üzenet a fekete bolygóról (2005)
- Toran (2015)

kürtre és zongorára:
- Esplendor (2015)

basszusharsonára és zongorára:
- Oghma (2017)

kürtre és zongorára:
- Esplendor (2015)

fuvolára és zongorára:
- Extremas emociones (2000)
- Taliesin (2016)

altfuvolára és zongorára:
- Dreamwaves

altfuvolára és gordonkára:
- Waved roules

#### Duók
- Ostara (tubára és hárfára) (2016)
- Három fuvoladuó (1997)

#### Kvintett
- Rézfúvós kvintett (2008)

Ciklusok
- Waves – ciklus I (Waves in 60 seconds, Waves, Dreamwaves, Rush waves)
- Waves – ciklus II (Sparkle waves, Wave lines, Coloured waves, Waved roules, Waves in 80 seconds)

## Szakmai, szervezeti tagságai
A Magyar Zeneszerzők Egyesületének tagja (2004-)